# Un demi-siècle nous sépare

Un demi-siècle nous sépare (The Edge of the Garden) est un téléfilm américain réalisé par Michael Scott et diffusé en 2011.

## Synopsis
Brian Connor est un bourreau de travail au point d'en oublier ses propres fiançailles. Sa fiancée le quitte et il décide de se mettre au vert dans le Maine pour faire fructifier une petite entreprise rachetée par sa famille. Brian achète une vieille maison qu'il rénove petit à petit. Mais des phénomènes étranges se produisent : il rencontre Nora Hargrave dans la maison et elle semble y vivre... en 1960 !

## Fiche technique
- Titre original : The Edge of the Garden
- Réalisation : Michael Scott
- Scénario : Duane Poole
- Musique : Graeme Coleman
- Langue originale : anglais
- Pays :  États-Unis
- Durée : 85 minutes (1 h 25)
- Dates de premières diffusions :
  -  États-Unis : 14 mai 2011
  -  France : 13 janvier 2014

## Distribution
- Rob Estes (VF : Maurice Decoster) : Brian Connor
- Sarah Manninen (VF : Karine Foviau) : Nora Hargrave / Sarah
- David Lewis (VF : Laurent Mantel) : Thomas Hargrave
- Kelly Monaco : Julie
- David Richmond-Peck : Frank Clemmons, l'homme à tout faire de Nora
- Anne Marie DeLuise (VF : Laurence Bréheret) : Alana Sullivan
- Reg Tupper : Dr. Bowers
- Tim Henry : Keenan O'Dwyer
- Viv Leacock : Stan
- John Innes : Kilgore
- Diana Bang (VF : Geneviève Doang) : Mia
- Ryan McDonell : Dylan
- Marilyn Norry : une voisine
- Karen Elizabeth Austin : Nora âgée
- John Hainsworth : Thomas âgé
- Fred Keating : Frank âgé

 Source et légende : version française (VF) sur RS Doublage et selon le carton de doublage télévisuel.